# Larry Smith (musicista)
Larry Smith, noto anche come "Legs" Larry Smith (Oxford, 18 gennaio 1944), è un musicista inglese.
È l'ex batterista della band satirica Bonzo Dog Doo-Dah Band.
Originariamente era stato invitato da Vivian Stanshall a suonare la tuba e a ballare il tip tap. Cominciò a suonare la batteria dalla registrazione di I'm the Urban Spaceman in poi. La Bonzo Dog Doo-Dah Band apparve nel film Magical Mystery Tour e apparve nella serie televisiva Do Not Adjust Your Set. Come solista Smith andò in tour anche con Eric Clapton, Elton John e George Harrison. Smith era amico di Harrison e realizzarono la copertina per l'album Gone Troppo. Harrison scrisse e registrò anche una canzone su di lui intitolata His Name Is Legs (Ladies and Gentlemen) nell'album Extra Texture (Read All About It). La registrazione comprende anche la voce di "Legs" stesso, che ballò anche il tip tap nella canzone I Think I'm Going To Kill Myself di Elton John dell'album Honky Château. Partecipò anche alla canzone Legs Larry at Television Centre di John Cale nell'album The Academy in Peril.
Il 28 gennaio 2006 partecipò insieme agli altri membri sopravvissuti della Bonzo Dog Doo-Dah Band in un concerto/riunione al London Astoria.
La Smug Records pubblicò l'EP digitale "Legs" Larry Smith's - Call Me, Adolf, un'uscita digitale prodotto da Gus Dudgeon reperibile su iTunes dal 21 marzo 2009.